# Nieświcz Wołyński
Nieświcz Wołyński (ukr. Несвіч-Волинський, ros. Несвичь-Волынский) – stacja kolejowa w miejscowości Nieświcz, w rejonie łuckim, w obwodzie wołyńskim, na Ukrainie. Leży na linii Lwów – Łuck – Kiwerce.
Stacja istniała przed II wojną światową.